# Roddino
Roddino är en ort och kommun i provinsen Cuneo i regionen Piemonte i Italien. Kommunen hade 413 invånare (2018).